# Lalo, Benin
Lalo är en kommun i departementet Couffo i Benin. Kommunens area är 432 km2 och den hade 119 926 invånare år 2013.